# Municipio de Pensacola
El municipio de Pensacola (en inglés: Pensacola Township) es un municipio ubicado en el  condado de Yancey en el estado estadounidense de Carolina del Norte. En el año 2010 tenía una población de 625 habitantes.

## Geografía
El municipio de Pensacola se encuentra ubicado en las coordenadas 35°50′39.41″N 82°18′29.45″O / 35.8442806, -82.3081806.